# فوسكالدو
فوسكالدو (بالإيطالية: Fuscaldo)‏ هي بلدة وكومونا في مقاطعة كزنسة بمنطقة قلورية، جنوب إيطاليا.